# رومانو کالو
رومانو کالو (ایتالیایی: Romano Calò؛ ۶ مهٔ ۱۸۸۳ – ۱۷ اوت ۱۹۵۲) بازیگر اهل ایتالیا بود. از فیلم‌هایی که وی در آن نقش داشته‌است، می‌توان فولاد، بوسهٔ چیرانو  و آخرین شانس را نام برد.